# Xandria
«Xandria» — німецький симфонічний павер-метал-гурт. Був заснований у 1994 Марком Хойбаумом у німецькому місті Білефельд. За роки було змінено три вокалістки: Ліза Міддельхауфе (2000–2008, 2010), Мануела Краллер (2010—2013) та Діана ван Гірсберген (2013—2017). Пісні Xandria були неодноразово прирівняні до ранніх робіт гурту Nightwish. Первинно гурт був заснований у 1994 і розпався у 1997, проте пізніше був поновлений Марком Хойбаумом, який знайшов новий колектив і розпочав роботу над демо-альбомом, який передував виходу дебютної студійної платівки.
Музичні стилі перших чотирьох альбомів гурту, хоч і належать до симфонічного металу, коливаються між метал- та рок-музикою. Тексти пісень перших чотирьох альбомів сфокусовані переважно на готичній тематиці, передаючи внутрішню боротьбу із собою та внутрішні переживання. У альбомах «India» (2005) та «Salomé — The Seventh Veil» (2007) присутні східні мотиви у музиці та текстах деяких пісень. Після альбому «Neverworld's End» (2012) гурт переходить на чистий симфонічний павер-метал, при цьому співпрацюючи із німецькими оркестрами та хорами. Альбоми «Sacrificium» (2014) та «Theater of Dimensions» (2017) продовжують оперну тематику, використовуючи оркестри, хор та вокал професійної оперної співачки Діани ван Гірсберген.
У 2003 випустили свій дебютний альбом «Kill the Sun». Після цього випустили «Ravenheart» (2004), «India» (2005), «Salomé — The Seventh Veil» (2007), збірник «Now & Forever — Best of Xandria» (2008), «Neverworld's End» (2012), «Sacrificium» (2014), міні-альбом «Fire & Ashes» (2015) та «Theater of Dimensions» (2017). Гурт випустив 3 сингли, 12 промо-сингли та 6 музичних відео. Вокал німецької співачки Лізи Міддельхауфе присутній у платівках «Kill the Sun» (2003), «Ravenheart» (2004), «India» (2005) та «Salomé — The Seventh Veil» (2007). Вокал німецької вокалістки Мануели Краллер присутній у альбомі «Neverworld's End» (2012). Вокал нідерландської співачки Діани ван Гірсберген присутній у альбомах Sacrificium» (2014) та «Theater of Dimensions» (2017).
Із 2003 по 2011 гурт був підписаний під лейблом Drakkar Entertainment. Із 2011 працюють за контрактом із Napalm Records.

## Історія

### 1994–1997: Передісторія
Музичний гурт був заснований у 1994 році у німецькому місті Білефельд гітаристом і вокалістом Марко Хойбаумом та його другом барабанщиком Нікі Вельц. Гурт прагнув створювати музику схожою на роботи гуртів Paradise Lost та Tiamat, але із доданням елементів атмосферної музики. У 1996 до гурту приєдналися гітарист Мануель Вінке, клавішник Андреас Літшель та бас-гітарист Хольгер Вестер. У 1997 на жіночий вокал була взята Ніколь Тобієн. У січні 1997 колектив випустив демо-альбом «Xandria», а влітку 1997 виступив на декількох концертах. Вкінці 1997 гурт розпався через різницю бачення учасниками свого музичного майбутнього. У 1999 гурт зібрався знову у якості кавер-гурту, роблячи кавер-версії на улюблені пісні.

### 2000–2003: Повернення, Ліза Міддельхауфе та «Kill the Sun»

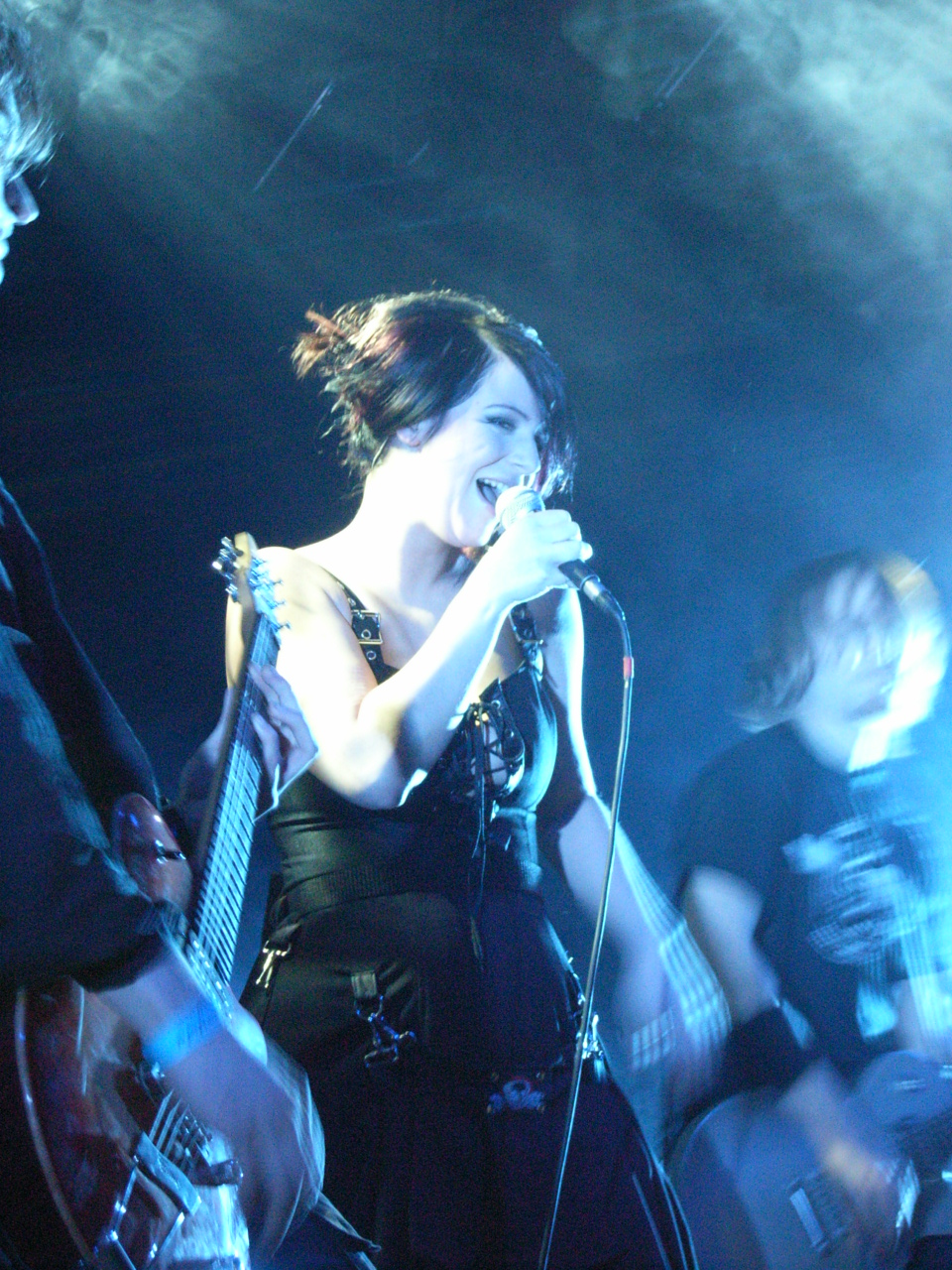
Ліза Міддельхауфе на сцені фестивалю Unifest, 2006

У 1999 Марко Хойбаум почав збирати новий колектив. На бас-гітару було прийнято Роланда Крюгера, а на електрогітару — Йенс Бекер. У 2000 гурт знайшов свого ударника, котрим став Геріт Ламм. Сам Марко Хойбаум окрім гітар, також почав працювати із клавішними інструментами. За три роки гурт зазнав триразової зміни гітариста, починаючи від Йенса Бекера та Андреаса Маске і закінчуючи Філіпом Рестемайером. У 2001 колектив записав демо-платівку «Kill the Sun». Вокалістка, яка мала виконувала оригінальний жіночий вокал для міні-альбому, покинула гурт ще до початку запису. На її місце прийшла Ліза Міддельхауфе, яка і записала всю партію вокалу. Після випуску демо-запису почалися роботи над дебютним студійним альбомом.
У 2002 гурт підписав контракт із музичним лейблом Drakkar Entertainment, а Удо Зіммер став їх менеджером. Продюсувуванням дебютної платівки гурту зайнявся Дірк Регнер. Під кінець 2002, у різдвяний період, колектив Xandria зайшов у студію Dirk Riegner's Studio для записування композицій. За тиждень були записані всі музичні партії. Після цього гурт поїхав до Бохума для записів вокалу. По завершенню робот із записами, гурт зайняв студію Horus Sound Studios, аби працювати над міксингом та мастерингом, де їм також допомагав мікс-інженер Модо Біркамп. Через три місяці, 5 травня 2003, платівка «Kill the Sun» поступила до крамниць і отримала численні позитивні рецензії від музичних критиків та значну фан-базу. Альбом досяг 98 місця німецького чарту альбомів. Задля просування альбому гурт Xandria вирушив у невелике турне і виступив на декількох концертах із гуртами Schandmaul та Subway to Sally. Після цього вони вирушили у 3-тижневий тур Німеччиною із гуртом Tanzwut; потім із гуртом ASP. Колектив також виступив на фестивалі M’era Luna Festival. По закінченню гастролів, колектив розпочав роботу над новим альбомом.

### 2004–2006: «Ravenheart» та «India»

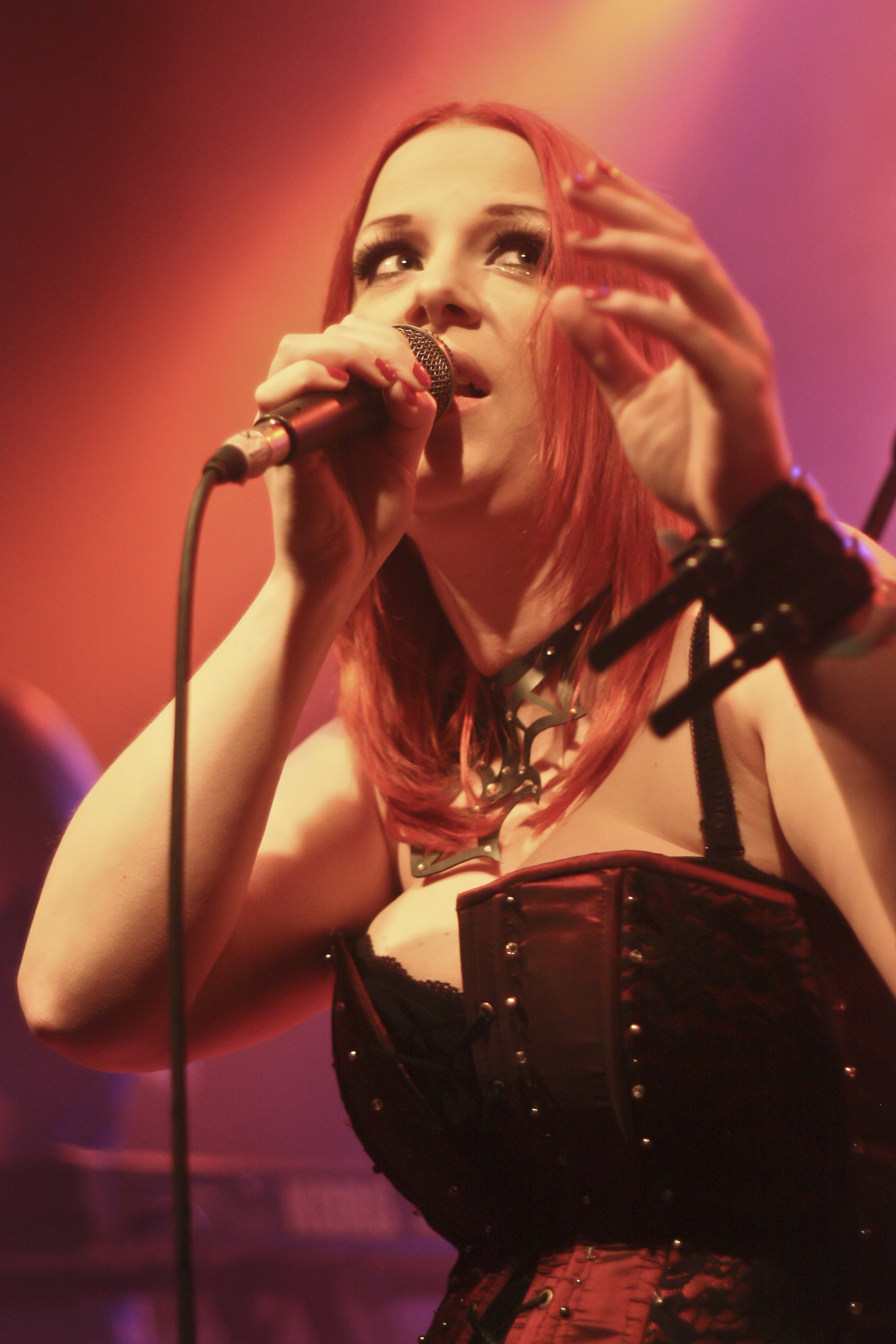
Ліза Міддельхауфе на сцені разом із гуртом Serenity, 2010

У грудні 2003 в студії Pleasure Park Studios почалися записи пісень для другого альбому. Продюсером платівки став Хозе Альварез-Бріл. Після закінчення записів у лютому 2004 басист Роланд Крюгер покинув гурт, а на його заміну прийшов Нільс Міддельхауфе. У травні 2004 вийшов другий студійний альбом гурту — «Ravenheart». Платівка протрималася у німецькому чарті сім тижнів і досягла піку на 36 позиції. Для синглу «Ravenheart» було знято музичне відео, а згодом вийшло музичне відео для другого синглу альбому — пісні «Eversleeping», зйомки якого проходили у старому замку в Берліні. Сингл «Eversleeping», який вийшов 11 жовтня 2004, досяг 86 місця німецького чарту та пробув на чарті два тижні. Після виходу другого альбому колектив почав гастролювати задля просування нової платівки: вони виступили на фестивалі Summer Breeze, на фестивалі Busan International Rock Festival в Південній Кореї (найбільшому фестивлі під відкритим небом Азії), а також провели перший власний провідний тур, на якому на відкритті виступав гурт Entwine.
Із грудня 2004 по червень 2005 проходили записи третього альбому гурту. Марко Хойбаум прагнув зробити їх новий матеріал більш епічним у порівнянні із минулими платівками і вирішив взяти напрямок на змішання кельтської культурної тематики із індійською, додаючи східні музичні інструменти та мотиви. Оркестрову музику було записано оркестром Deutsches Filmorchester Babelsberg. Таким чином гурт переходить від готичного металу до симфонічного. Під час літа 2005 басист Нільс та вокалістка Ліза одружилися. 22 серпня 2005 вийшов третій студійний альбом колективу — «India». Платівка досягнула 30 місця німецького музичного чарту. У 2006 гурт вирушив у турне на підтримку свого нового альбому, вперше виступаючи у Мексиці, Великій Британії та Росії.

### 2007–2010: «Salomé — The Seventh Veil», «Now & Forever» та відхід Лізи Міддельхауфе

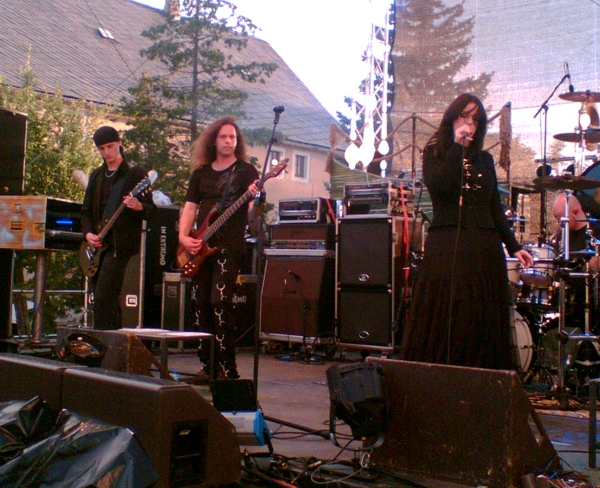
Виступ гурту у 2007 році, фортеця Кенігштайн

Із 14 грудня 2006 і до весни 2007 гурт проводив записи свого четвертого альбому в студії Principal Studios. Платівка продовжує просувати східні музичні мотиви, що були розпочато у альбомі «India», але також вводить нові унікальні сегменти. У таких піснях як «Sisters of the Light» та «Salomé» присутня східна атмосфера, тоді як у пісні «Firestorm» відчувається більш агресивний підхід до музики; композиція «Vampire» повертає платівку до готичних мотивів, нагадуючи роботи із альбому «Kill the Sun». Із четвертою платівкою гурт додає до пісень чоловічий вокал; прикладами цього є пісні «Emotional Man», «Only for the Stars in Your Eyes» та «Firestorm». Пісні «Salomé» та «The Wind and the Ocean» мають більш повільний ритм, тоді як «Vampire» та «Beware» набагато ритмічніші. Змішуючи метал та рок-музику, композиції «Emotional Man» та «Sleeping Dogs Lie» додають до платівки елементи пісень із класичного року.
Четвертий студійний альбом, «Salomé — The Seventh Veil», вийшов у 25 травня 2007 і досяг 49 місця у німецькому музичному чарті. У 2007 гурт випускає два сингли від альбому: «Save My Life» та «Sisters of the Light». До першого синглу було знято і випущено музичне відео. Після виходу нового альбому колектив Xandria виступив на численних концертах, розширюючи свою фанбазу. У цей період в інтерв'ю із гуртом учасники колективу почали розповідати журналістам про складну робочу атмосферу під час запису свого четвертого альбому, посилаючись на розбіжності у поглядах на музичний стиль.
30 квітня 2008 Ліза Міддельхауфе покинула колектив, вказавши особисті причини та дискомфорт у подальшому перебуванні фронтледі гурту. У червні 2008 гурт випустив свою першу музичну збірку «Now & Forever — Best of Xandria», яка включала хіти їх попередніх студійних альбомів та дві нові пісні. 18 лютого 2009 гурт повідомив про свою нову вокалістку, якою стала Керстін Бішоф — близька подруга Лізи Міддельхауфе, яка відома своєю роботою із гуртом Axxis. У серпні 2009 оновлений колектив розпочав турне по Південній Америці, де був тепло прийнятий, і на якому повідомив про свій новий альбом, вихід якого запланований на 2010. Проте в 2010 Бішоф покинула гурт, посилаючись на потребу просуватися у соло-напрямку музичної індустрії. Ліза Міддельхауфе погодилася замінити її на концертних виступах Xandria влітку 2010 для підтримки платівки «Salomé — The Seventh Veil», але акцентувала, що не планує возз'єднання.

### 2010–2013: «Neverworld's End» та Мануела Краллер

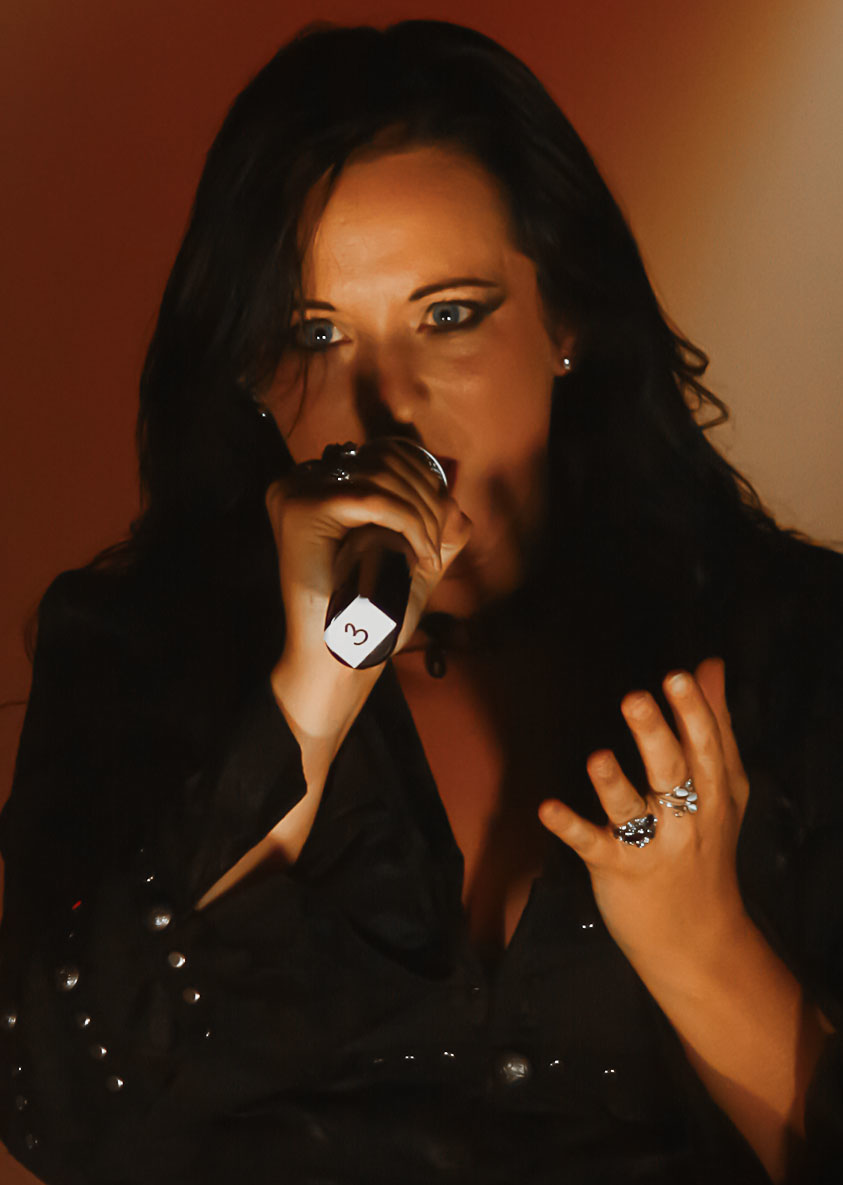
Мануела Краллер на сцені фестивалю Metal Female Voices Fest, 2011

19 грудня 2010 гурт Xandria повідомив про свою нову вокалістку, якою стала 29-річна Мануела Краллер із співочим голосом у ліричному сопрано, відома своєю роботою із норвезьким гуртом Nagor Mar та німецьким гуртом Haggard. Вперше Краллер виступила вживу із гуртом 4 січня 2011 на заході Classic Meets Pop у Залі Зайденстікер в німецькому місті Білефельд. У серпні 2011 гурт змінив свого менеджера на Урса Міддельхауфе, брата басиста, а також перейшов на роботу із лейблом Napalm Records. Влітку 2011 колектив почав запис свого п'ятого альбому, перериваючись на участь у європейському фестивалі Out Of The Dark, в якому гурт Xandria виступив із такими колективами, як Van Canto, Tristania, Serenity та Amberian Dawn. У створені їх нового альбому взяв участь клавішник гурту After Forever, Юст ван дер Брок. У листопаді 2011 всі студійні роботи були завершені. 11 лютого 2012 вийшов сингл «Valentine», до якого також зняли та випустили музичне відео.
У лютому 2012 в Європі вийшов п'ятий студійний альбом Xandria та перший альбом із провідним вокалом Мануели Краллер — «Neverworld's End». 3 березня 2012 відбувся реліз у США та Канаді. Платівка була позитивно прийнята музичними критиками та фанами, які прирівняли нову роботу Xandria до старіших альбомів гурту Nightwish. Нова робота Xandria вказала на повне відходження гурту від готичного металу та перехід на симфонічний павер-метал. Численні критики назвали «Neverworld's End» найкращим симфонічним альбомом 2012 та "переродженням старого Nightwish". Альбом «Neverworld's End» пробув на німецькому чарті два тижні та досяг 43 місця, а також вперше потрапив до швейцарського чарту, на якому досяг 51 позиції. У квітні-травні 2012 гурт провів турне разом із гуртом Epica, а потім у листопаді 2012 вирушив на гастролі із американським гуртом Kamelot. В цей період басист гурту Нільс Міддельхауфе покинув колектив. 5 лютого 2013 на своєму сайті та на своїй сторінці у Facebook гурт повідомив, що їх новим басистом став Стівен Вуссов і що вони почали студійні записи своєї нової платівки.
25 жовтня 2013 на своєму сайті Xandria повідомив про відхід із гурту Мануели Краллер, яка вирішила покинути колектив, аби просуватися у музичній індустрії в іншому напрямку. В цей же день було повідомлено, що новою вокалісткою гурту стане нідерландська сопрано-співачка Діана ван Гірсберген — колишня учасниця нідерландського гурту Ex Libris.

### 2014–дотепер: «Sacrificium», «Theater of Dimensions» та Діана ван Гірсберген

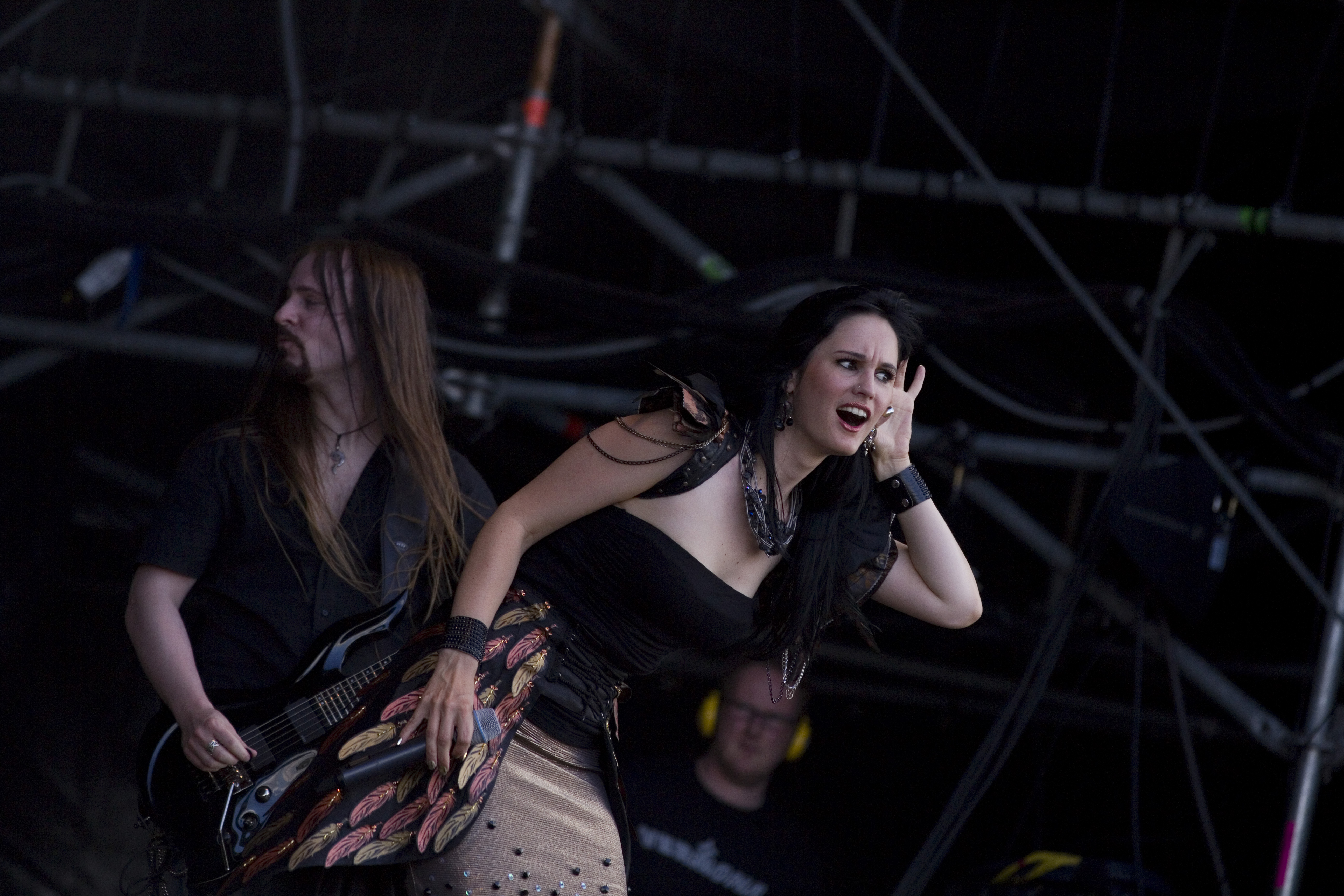
Діана ван Гірсберген та Марко Хойбаум на сцені фестивалю Rockharz Open Air, липень 2014

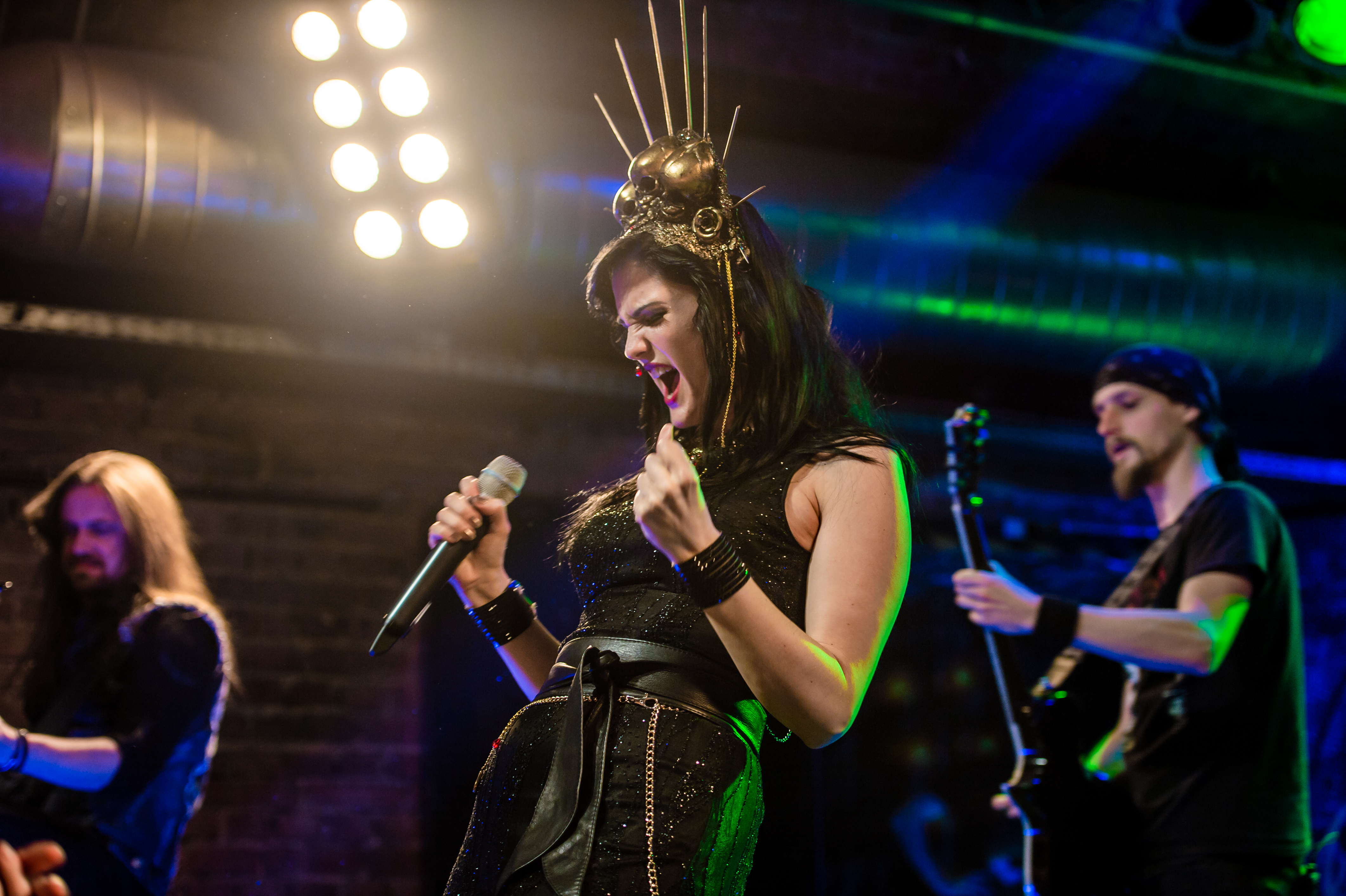
Діана ван Гірсберген на сцені Bochum Symphonic Metal Nights, лютий 2016

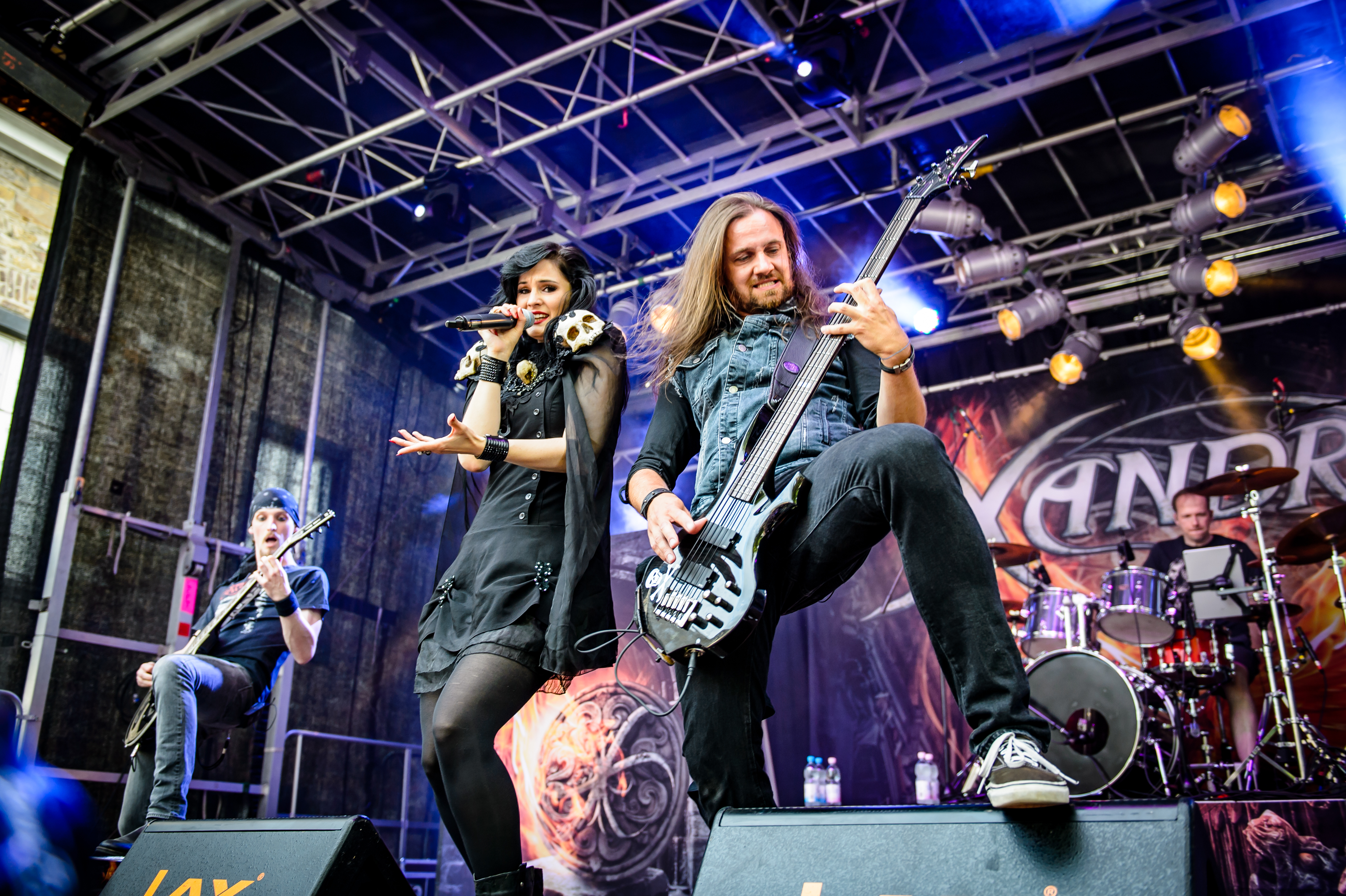
Xandria на сцені фестивалю Castle Rock 2016, липень 2016

2 травня 2014 вийшов шостий студійний альбом Xandria та їх перший альбом із Діаною ван Гірсберген — «Sacrificium». Альбом отримав позитивні оцінки від музичних критиків та від фанів. Платівка побила новий рекорд для гурту у чартах, досягнувши 25 місця на німецькому чарті та 48 місця на швейцарському чарті, а також вперше за історію Xandria увійшов до австрійського чарту і досягнувши 71 місця, до британського чарту, досягнувши 176 місця і до чарту США Top Heatseekers, в якому альбом посів 25 місце. 4 квітня 2014 вийшов перший, а 24 квітня 2014 другий сингл до альбому — пісні «Dreamkeeper» та «Nightfall», відповідно. До композиції «Nightfall» було знято та випущено музичне відео.
Із виходом шостого альбому, гурт почав більше з'являтися на міжнародних концертах, включаючи поїздки до Канади, США, Індії та Дубаї. 11 березня 2015 гурт оголосив про випуск нового міні-альбому влітку 2015. Альбом буде містити три нові та дві старі пісні і кавер-версію пісні гурту Meat Loaf «I'd Do Anything for Love (But I Won't Do That)» та пісні гурту Sonata Arctica «Don't Say a Word». 22 квітня 2015 було оголошено, що новий міні-альбом буде називатися «Fire & Ashes» і що він вийде 31 липня 2015. Після його випуску, гурт почав турне по Китаю, Японії та Тайваню.
У лютому 2016 гурт виступив на європейському фестивалі Symphonic Metal Nights. 26 червня 2016 гурт виклав коротке відео, в якому повідомив, що запис їх нового альбому йде повним ходом. Для створення альбому колектив співпрацював із хором PA'dam Chamber Choir, який працював із такими гуртами, як Epica, Devin Townsend Project та ReVamp. Для чоловічого вокалу було запрошено таких виконавців, як Ross Thompson із гурту Van Canto, Zaher Zorgati із Myrath, Björn Strid із Soilwork та Henning Basse із Metalium. 31 серпня 2016 студійні роботи закінчилися і колектив повідомив, що нова платівка вийде на початку 2017. 22 вересня 2016 було оголошено назву, дату виходу та показано обкладинку сьомого альбому Xandria: альбом «Theater of Dimensions» мав вийти 27 січня 2017. 16 грудня 2016 вийшов перший сингл із нової платівки — «We Are Murderers (We All)».

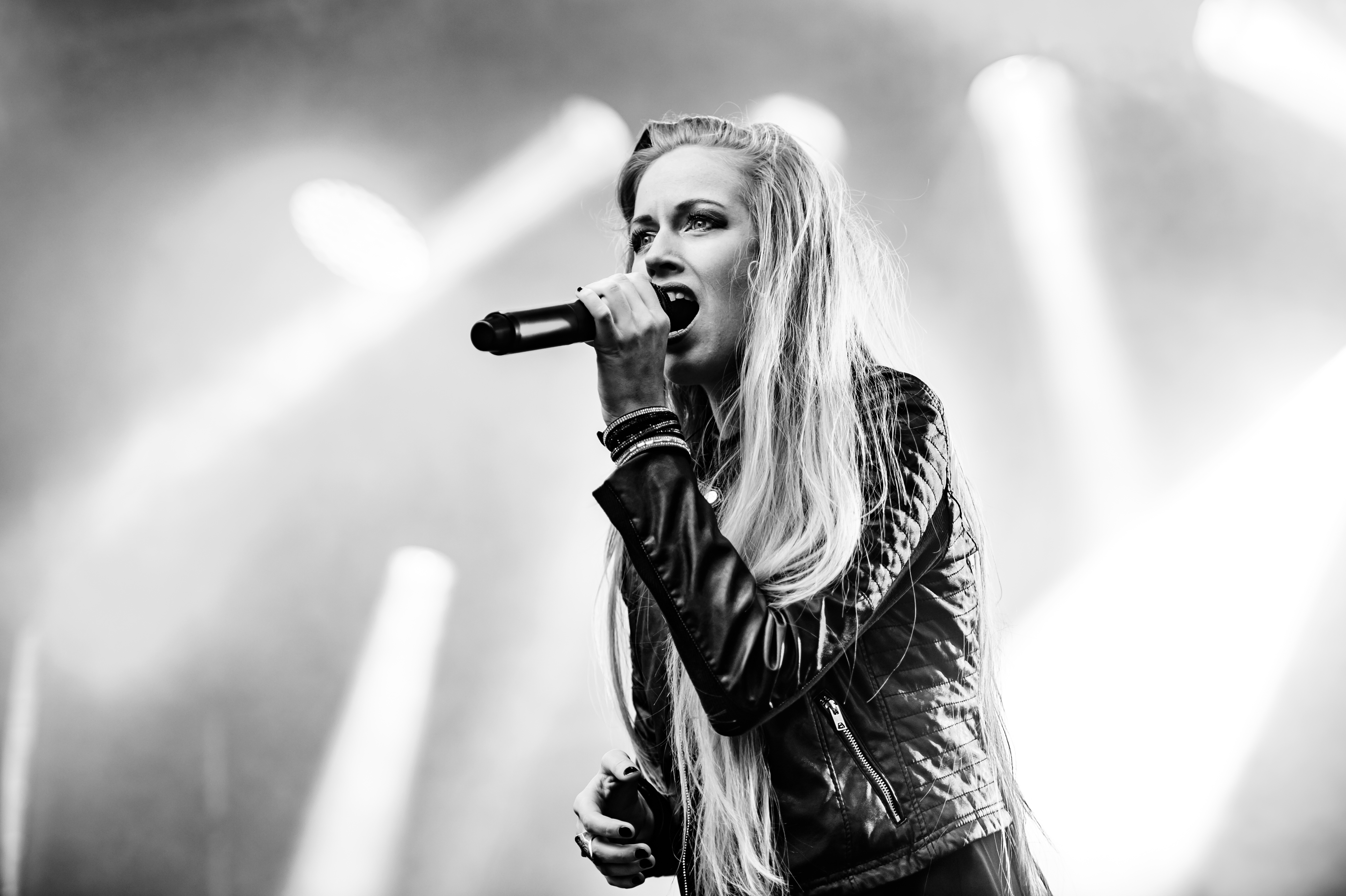
Ева Муелле із гурту Aeverium, яка стала сесійною вокалісткою для Xandria в 2017-2018

13 січня 2017 вийшов другий сингл «Call of Destiny», до якого також було випущено музичне відео. У якості промоушену, гурт виступив із піснями свого нового альбому на концерті у двох містах Німеччини: 28 січня 2017 у Бохумі та 29 січня 2017 у Гамбурзі. Через місяць після виходу «Theater of Dimensions» альбом досяг піків у музичних чартах Європи: 17-ї позиції у Німеччині, 56-ї позиції в Австрії, 121-ї позиції в Нідерландах, 25-ї позиції в Швейцарії, 95-ї позиції у бельгійській Фландрії та 89-ї позиції у бельгійській Валлонії. Із 10 березня 2017 колектив Xandria вирушив у турне по Німеччині. У травні 2017 гурт розпочав турне по США та Канаді разом із гуртами Kobra and the Lotus та Once Human. Пізніше гурт повідомив, що через персональні причини змушений скасувати другу половину турне по США та турне по Росії. 25 липня 2017 вийшов третій сингл сьомого альбому — «Queen of Hearts Reborn».
13 вересня 2017 на своїй сторінці на Facebook Діана ван Гірсберген написала, що покинула гурт Xandria. Причиною цьому став тиск із сторони менеджменту Xandria і самого гурту виступати на концертах при фізичній нездатності, що за словами лікарів почало переростати у стреси для організму співачки. Через два дні, 15 вересня 2017, колишня вокалістка Xandria Мануела Краллер поширила запис ван Гірсберген та написала, що її причина піти з гурту чотири роки назад була така ж сама. Краллер похвалила ван Гірсберген за хоробрість публічно виступити із чесним повідомленням, що сама Краллер у свій час зробити не змогла. Колишня вокалістка Ліза Міддельхауфе також опублікувала заяву про відхід ван Гірсберген від Xandria того ж дня. Вона висловилася не лише від свого імені, а й від імені свого на той час колишнього чоловіка і колишнього басиста Xandria — Нільса Міддельхауфе, з яким була тоді одружена. Її заява висловлювала, що і її причина, і причина Нільса Міддельхауфе, по якій вони покинули гурт було перенавантаження і виснаження, котрі негативно вплинули на їх здоров'я. Під час європейського турне гітарист Xandria Філіп Рестемайер розповів у інтерв'ю причину відходу ван Гірсберген з точки зору колективу.
У листопаді 2017 на заміну фронтледі Xandria гурт найняв німецьку співачку Еву Муелле із гурту Aeverium, яка стала сесійною вокалісткою на час турне в підтримку сьомого альбому. 19 грудня 2017 вийшов четвертий сингл альбому «Theater of Dimensions» — «Ship of Doom».

## Музичний стиль

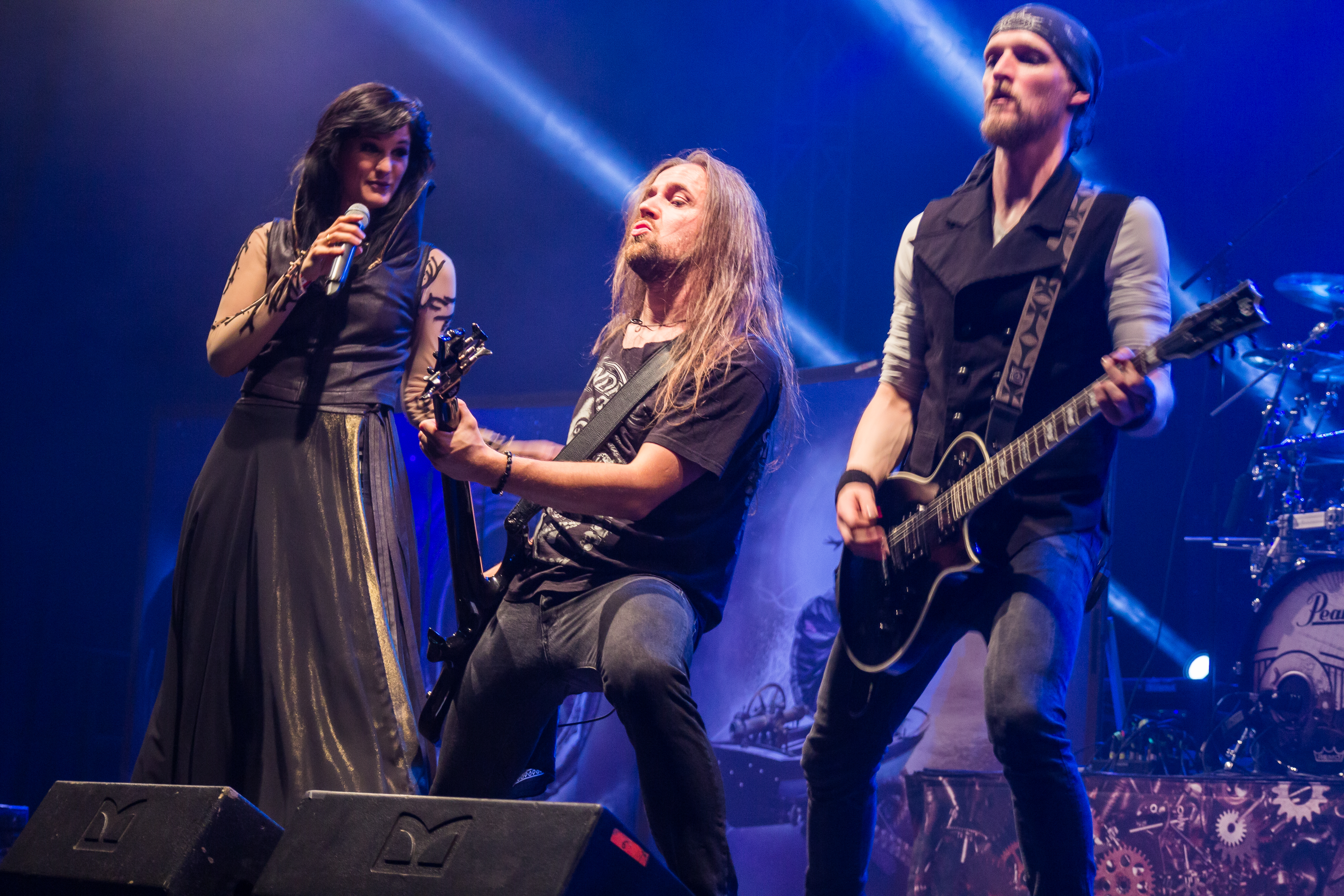
Після 2012 Xandria переходить на виконання чистого симфонічного павер-металу

Музичний напрямок, в якому виконує гурт Xandria вважається симфонічний метал. Особливо це представлено у новіших платівках гурту. Ранішні роботи із вокалісткою Лізою Міддельхауфе (2000-2008) мають значний вплив дарк- та альтернативного року. Роботи після «Neverworld's End» (2012) набувають стилю симфонічного павер-металу.

### До «Salomé — The Seventh Veil»
Ранішні роботи гурту були прирівняні до типових представників симфонічного металу, таких як гурти Nightwish та Within Temptation. В той же час рання Xandria була порівняна із представниками дарк- та альтернативного року, такими як HIM, The Crest, Bloodflowerz, Tiamat, Theatre of Tragedy, Evanescence та Lacuna Coil. Часто гурту Xandria приписували жанр готичний метал. Гурт поєднував "мелодійний [...] та інколи гімновий супровід із рок-рифами гітар та чуттєвим жіночим вокалом". Багато музичних критиків позитивно висвітлювали вокал Лізи Міддельхауфе. Її м'який та непримушений вокал суттєво виділявся від інших сопрано-співачок симфонічного металу. Перший альбом гурту «Kill the Sun» часто називають коливанням між метал- та рок-музикою. В більшості випадків гурт презентує себе як "атмосферний метал із приземленими гітарними рифами та емоційними вібраціями клавішників".
Із випуском альбому «Ravenheart» гурт ще раз прирівнюється до симфо-метал-гуртів Nightwish та Within Temptation. Інші порівнюють альбом до робіт Evanescence. Стиль музики залишається схожим на свого попередника, проте побудова пісень була змінена під більш мейнстримову, зменшуючи в композиціях вміст металу. При дискусіях про альбом «India» також часто вживається порівняння до Nightwish. Всі оркестрові та хорові елементи пісень були записані із справжніми оркестрами та хорами в Німеччині, що позначило Xandria як гурт, який не використовує синтезованих оркестрових супроводів.
Платівка «Salomé — The Seventh Veil» суттєво дистанціювала гурт від свого звичного стилю, ближче перейшовши до року. Композиції вирізнялися додаванням східних мотивів, що в цілому надало Xandria експериментального іміджу. Вокал Лізи Міддельхауфе знову був високо схвалений. Хоча «Salomé — The Seventh Veil» був позитивно прийнятий, наступні роботи гурту повернуться до свого класичного стилю і остаточно відійдуть від рок-музики.

### Після «Neverworld’s End»
Зі зміною вокалістки на Мануелу Краллер, гурт Xandria почали називати повною копією раннього гурту Nightwish — стосовно як і музики, так і вокалу. Альбом «Neverworld's End» прирівнювали до композицій альбомів «Oceanborn» та «Wishmaster». Музика "галопувала у правильному темпі із приємними гітарними рифами [...], а симфонічні частини почали домінувати повсюди, при цьому не будучи дратівливими чи нав'язливими". Голос Мануели Краллер був високо схвалений та прирівняний до фінської сопрано-співачки Тар'ї Турунен.
Незважаючи на зміну вокалістки на Діану ван Гірсберген гурт зберіг напрямок, який взяв із «Neverworld's End». Платівка «Sacrificium» продовжила використовувати широкий спектр оркестрових і хорових супроводів. Про ван Гірсберген не одноразово говорили, що вокалістка "виконує пісні так, ніби завжди була із гуртом". Наступна платівка «Theater of Dimensions» була прийнята так само тепло і названа "сучасним виробом помп-металу із потужним оперним вокалом". Вокали численних запрошених співаків також були позитивно прокоментовані.

## Склад

### Поточний склад
- Марко Хойбаум — гітара (1994—дотепер), клавішні (1997—дотепер), вокал (1994—2001)
- Геріт Ламм — ударні (2000—дотепер)
- Філіп Рестемайер — гітара (2002—дотепер)
- Стівен Вуссов — бас-гітара (2013—дотепер)

### Колишні учасники
- Нікі Вельц — ударні (1994–1997)
- Мануель Вінке — гітара (1996–1997)
- Андреас Літшель — клавішні (1996–1997)
- Хольгер Вестер — бас-гітара (1996–1997)
- Ніколь Тобієн — вокал (1997)
- Хольгер Вестер — бас-гітара (1997)
- Йенс Бекер — гітара (1999–2000)
- Андреас Маске — гітара (2000–2001)
- Роланд Крюгер — бас-гітара (1999–2004)
- Керстін Бішоф — вокал (2009–2010)
- Ліза Міддельхауфе — вокал, фортепіано (2000–2008, 2010)
- Нільс Міддельхауфе — бас-гітара (2004–2012)
- Мануела Краллер — вокал (2010–2013)
- Діана ван Гірсберген — вокал (2013–2017)

### Сесійні учасники
- Ева Муелле — вокал (на концертах) (2017–2018)

## Дискографія

### Альбоми
| Рік  | Назва                     | Пікова позиція в чартах | Пікова позиція в чартах | Пікова позиція в чартах |
| Рік  | Назва                     | [ 6 ]                   | Австрія                 | [ 57 ]                  |
| ---- | ------------------------- | ----------------------- | ----------------------- | ----------------------- |
| 2003 | Kill the Sun              | 98                      | —                       | —                       |
| 2004 | Ravenheart                | 36                      | —                       | —                       |
| 2005 | India                     | 30                      | —                       | —                       |
| 2007 | Salomé — The Seventh Veil | 49                      | —                       | —                       |
| 2012 | Neverworld's End          | 43                      | —                       | 51                      |
| 2014 | Sacrificium               | 25                      | 71                      | 48                      |
| 2017 | Theater of Dimensions     | 17                      | 56                      | 25                      |

### Збірники
| Рік  | Назва                           |
| ---- | ------------------------------- |
| 2008 | Now & Forever — Best of Xandria |

### Міні альбоми (EP)
| Рік  | Назва        |
| ---- | ------------ |
| 2015 | Fire & Ashes |

### Демо-записи
| Рік  | Назва        |
| ---- | ------------ |
| 1997 | Xandria      |
| 2001 | Kill the Sun |

### Сингли
| Рік  | Назва          | Чарти  | Альбом                    |
| Рік  | Назва          | [ 58 ] | Альбом                    |
| ---- | -------------- | ------ | ------------------------- |
| 2004 | "Ravenheart"   | —      | Ravenheart                |
| 2004 | "Eversleeping" | 86     | Ravenheart                |
| 2007 | "Save My Life" | —      | Salomé — The Seventh Veil |

### Промо-сингли
| Рік  | Назва                       | Альбом                    |
| ---- | --------------------------- | ------------------------- |
| 2003 | "Kill the Sun"              | Kill the Sun              |
| 2005 | "In Love with the Darkness" | India                     |
| 2007 | "Sisters of the Light"      | Salomé — The Seventh Veil |
| 2012 | "Valentine"                 | Neverworld's End          |
| 2014 | "Dreamkeeper"               | Sacrificium               |
| 2014 | "Nightfall"                 | Sacrificium               |
| 2015 | "Don't Say a Word"          | Fire & Ashes              |
| 2015 | "Voyage of the Fallen"      | Fire & Ashes              |
| 2017 | "We Are Murderers (We All)" | Theater of Dimensions     |
| 2017 | "Call of Destiny"           | Theater of Dimensions     |
| 2017 | "Queen of Hearts Reborn"    | Theater of Dimensions     |
| 2017 | "Ship of Doom"              | Theater of Dimensions     |

### Музичне відео
- Ravenheart (2004)
- Eversleeping (2004)
- Save My Life (2007)
- Valentine (2012)[59]
- Nightfall (2014)[60]
- Call Of Destiny (2017)[61]

Reborn (2022)